# CSS Colonel Lamb
El CSS Colonel Lamb era un barco corredor de bloqueo confederado gemelo del CSS Hope que participó en la guerra de Secesión.

## Descripción e historia
El CSS Colonel Lamb tenía una longitud de 281, una manga de 36 y un calado de 10, y fue uno de los corredores de bloqueo más famosos y exitosos de la Armada de los Estados Confederados. Fue construido en 1864 por Jones, Quiggin & Company, un barco hermano del CSS Hope (que la precedió ese año) pero con una caseta mucho más larga y sin la cubierta de proa habitual de tortuga que tenía el Hope. Se le identifica con el apuesto capitán Tom Lockwood y fue bautizado por su esposa. El constructor naval, Wiliiam Quiggin, registró el Colonel Lamb a su nombre y luego le transfirió silenciosamente al agente confederado J. B. Lafitte en Nassau, donde se equipó. Sobrevivió intacto a la guerra y fue vendido a través de Fraser, Trenholm & Co. al gobierno brasileño; después de cargar en Liverpool un cargamento de explosivos para Brasil, estalló anclado en el río Mersey la noche antes de zarpar.

## Galería de imágenes

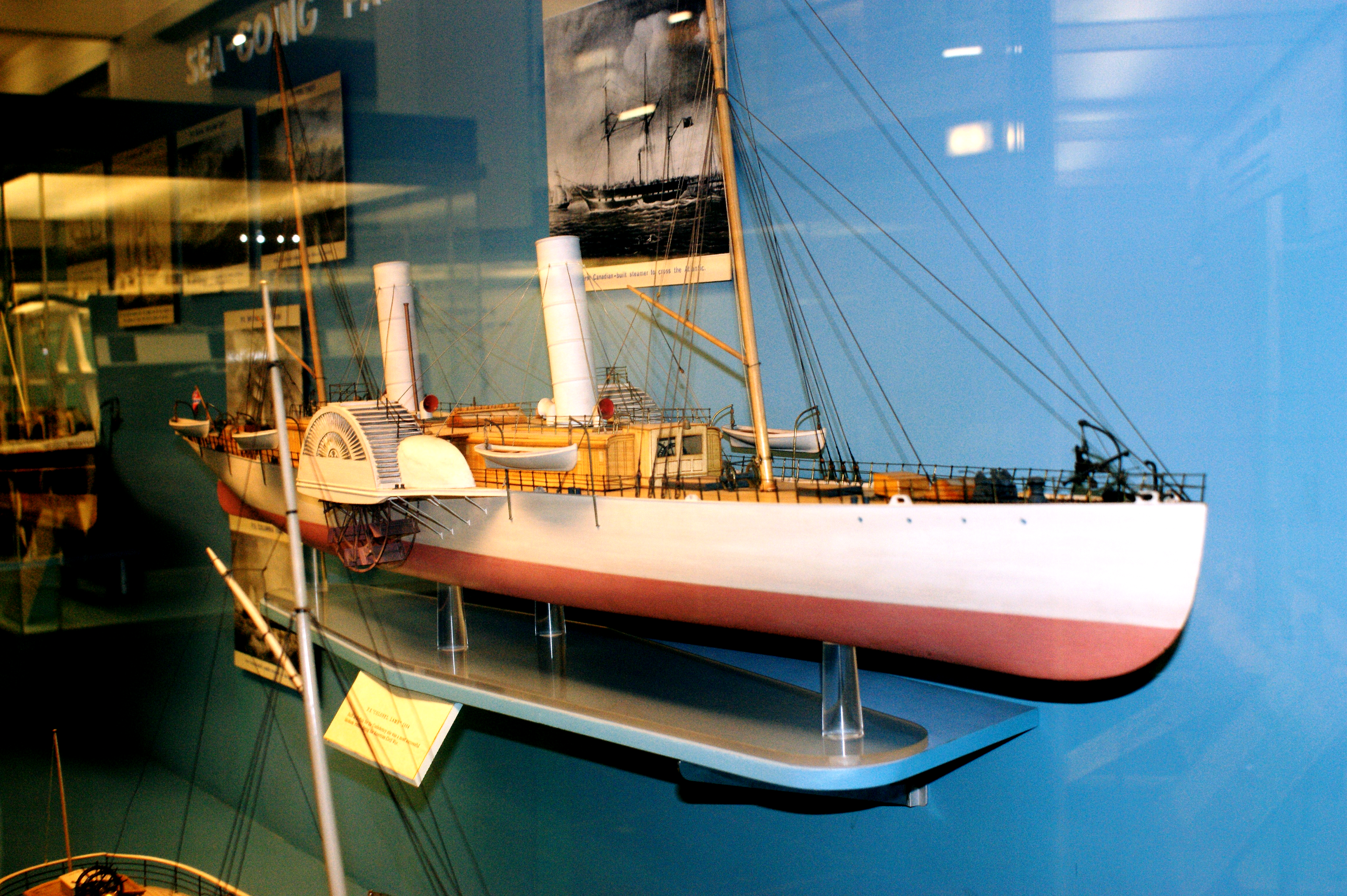
Maqueta del CSS Colonel Lamb.
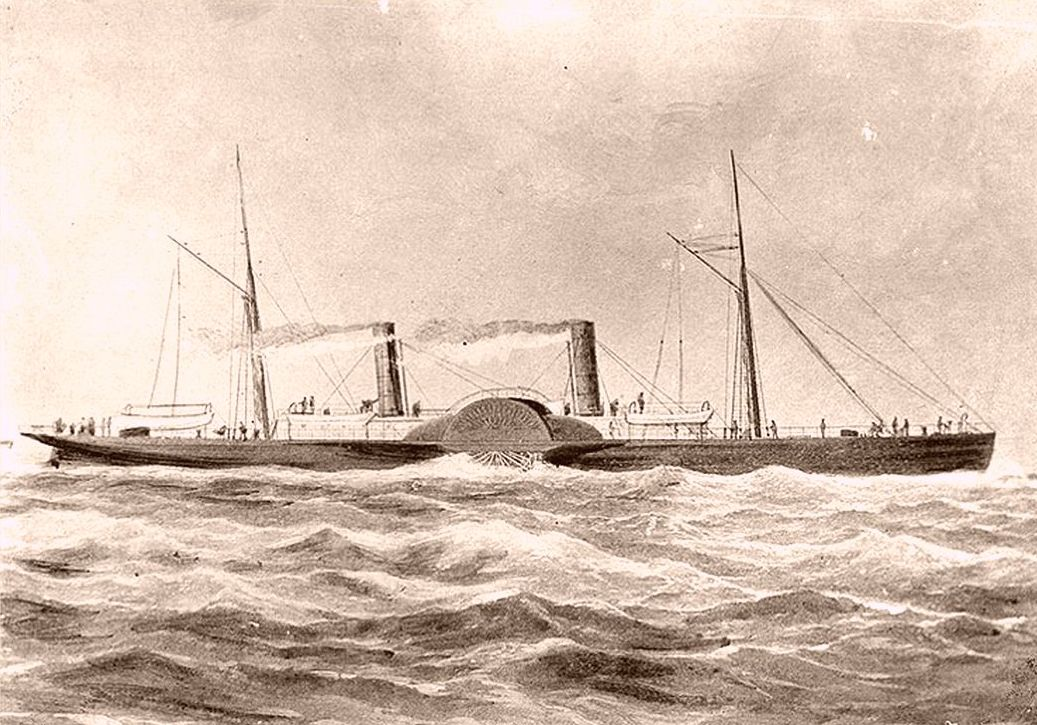
Otro dibujo del CSS Colonel Lamb.
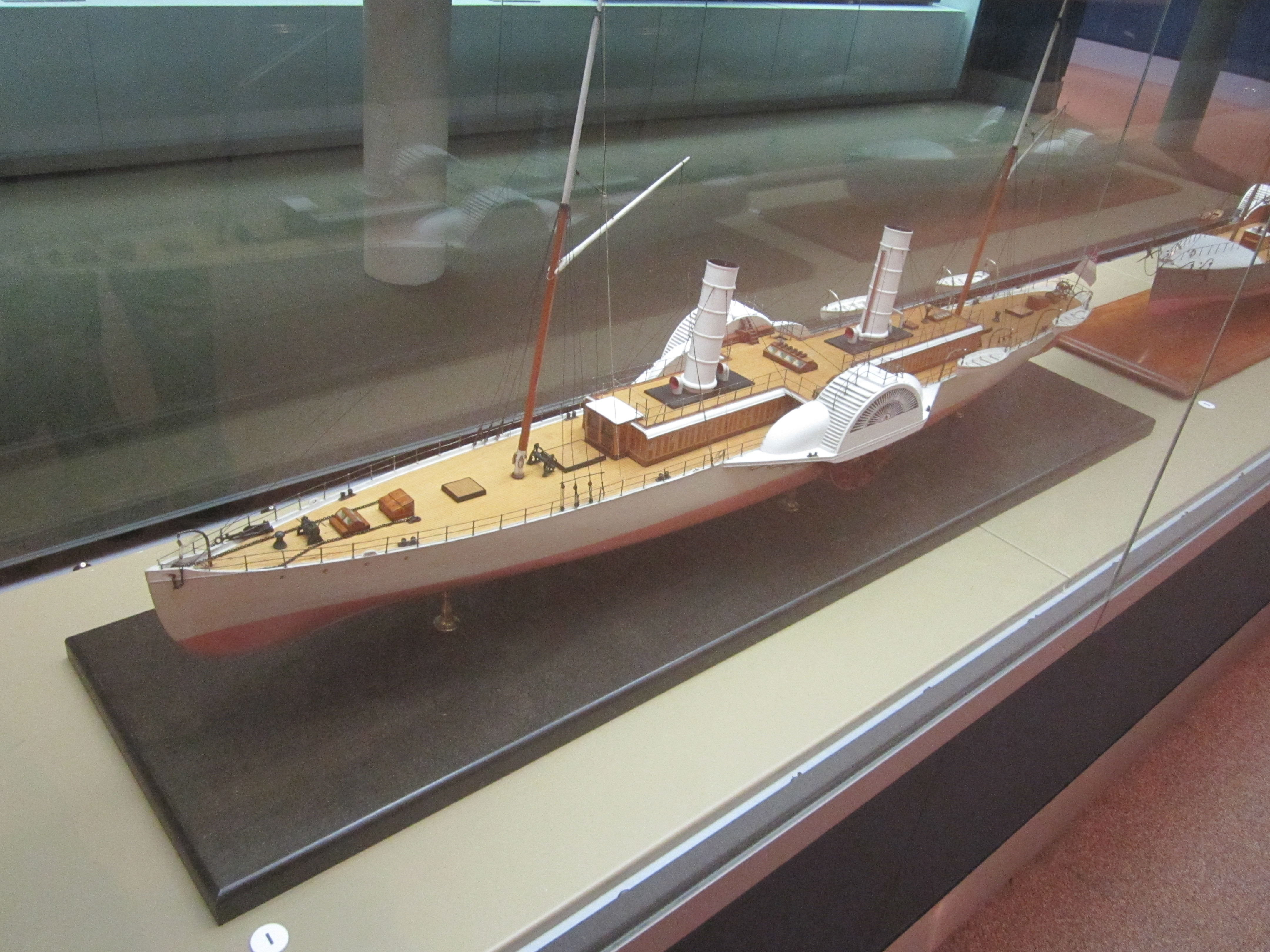
Otro modelo del CSS Colonel Lamb.
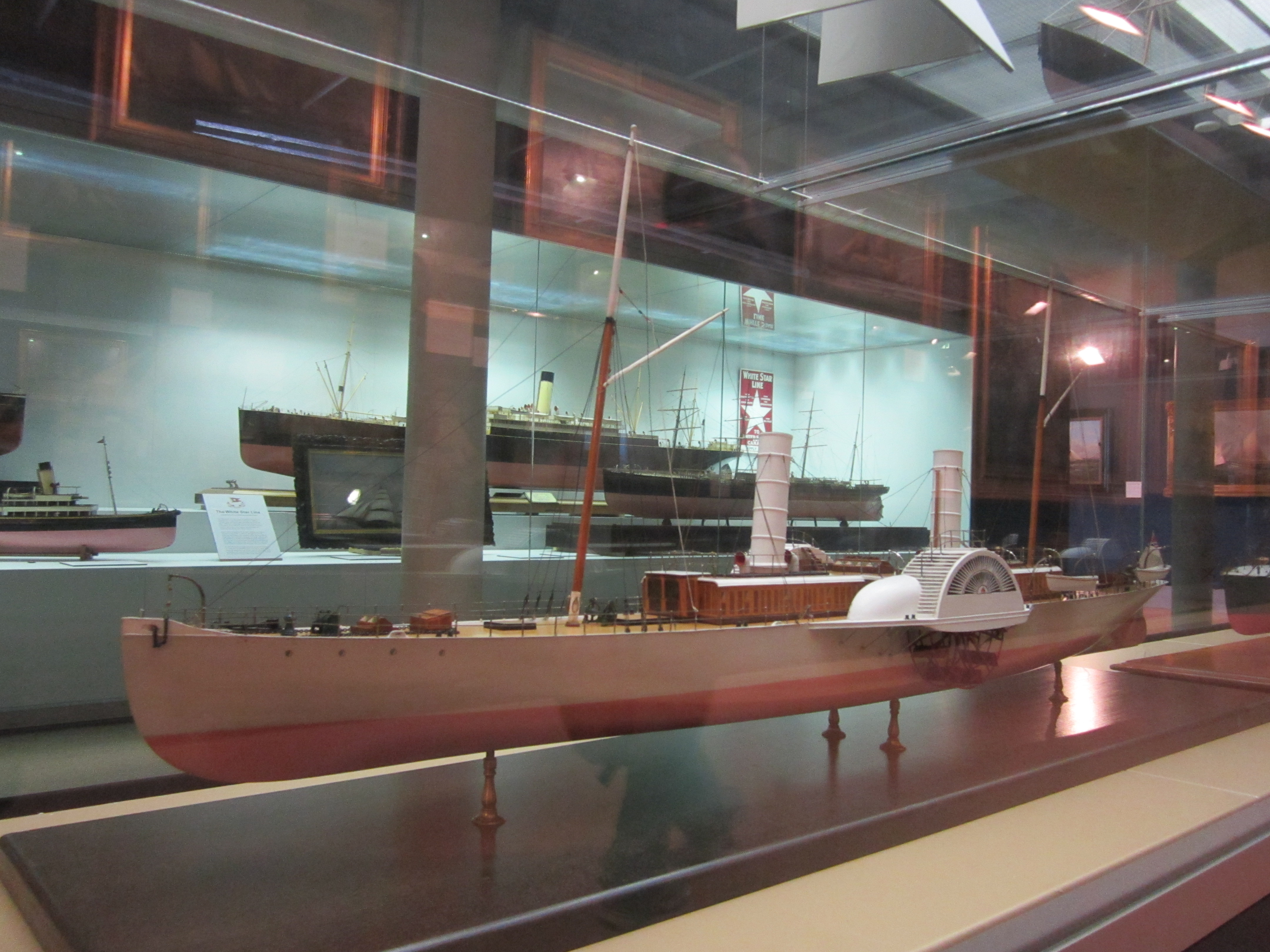
Fotografía del mismo modelo anterior pero por la proa.

## Referencias

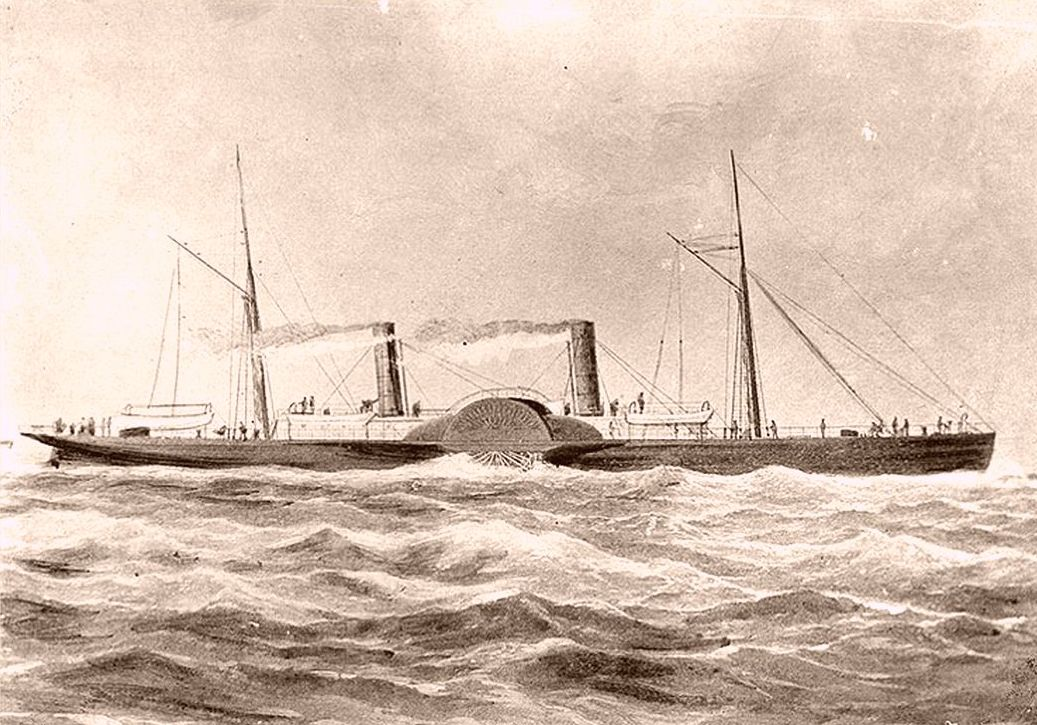
CSS Colonel Lamb.